# The Morrigan's Call
The Morrigan's Call è il quinto album in studio del gruppo musicale irlandese Cruachan, pubblicato nel 2006.

## Tracce
1. Shelob – 3:03
2. The Brown Bull Of Cooley – 5:26
3. Coffin Ships – 1:47
4. The Great Hunger – 6:06
5. The Old Woman In The Woods – 1:50
6. Ungoliant – 3:55
7. The Morrigan's Call – 1:47
8. Téir Abhaile Riú – 3:55
9. Wolfe Tone – 2:55
10. The Very Wild rover – 4:02
11. Cuchulainn – 6:20
12. Diarmuid And Grainne – 5:17

## Formazione
- Colin Purcell - batteria
- John Clohessy - basso, voce
- John Ryan - tastiera elettronica, flauto, violino
- Keith Fay - voce, chitarra
- Karen Gilligan - voce, percussioni